# Västerrevet
Västerrevet är en halvö i Finland.   Den ligger i landskapet Egentliga Finland, i den södra delen av landet, 190 km väster om huvudstaden Helsingfors. Västerrevet ligger på ön Jurmo.